# Julija Mjasnikowa
Julija Wladislawowna Mjasnikowa (russisch Юлия Владиславовна Мясникова; * 13. Juni 1993 in Qaraghandy) ist eine kasachische Fußballspielerin.

## Karriere

### Vereine
Mjasnikowa begann ihre Karriere 2009 beim kasachischen Verein Shakhter Karagandy, bevor sie noch im selben Jahr zu BIIK Kazygurt wechselte. Dort spielte sie von 2010 bis 2019.
2019 wechselte sie zum russischen Klub ZSKA Moskau.

### Nationalmannschaft
Seit 2010 gehört Mjasnikowa zum Kader der kasachischen Frauen-Nationalmannschaft. Sie nahm unter anderem an Qualifikationsrunden zur UEFA-Europameisterschaft und FIFA-Weltmeisterschaft teil. Ihr erstes Länderspieltor erzielte sie am 2. Oktober 2019 im EM-Qualifikationsspiel gegen 
Nordmazedonien.